# 찰보리빵

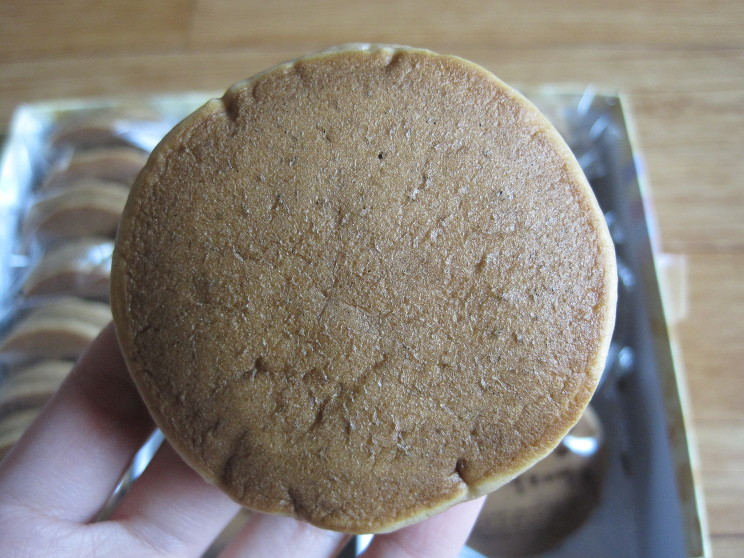

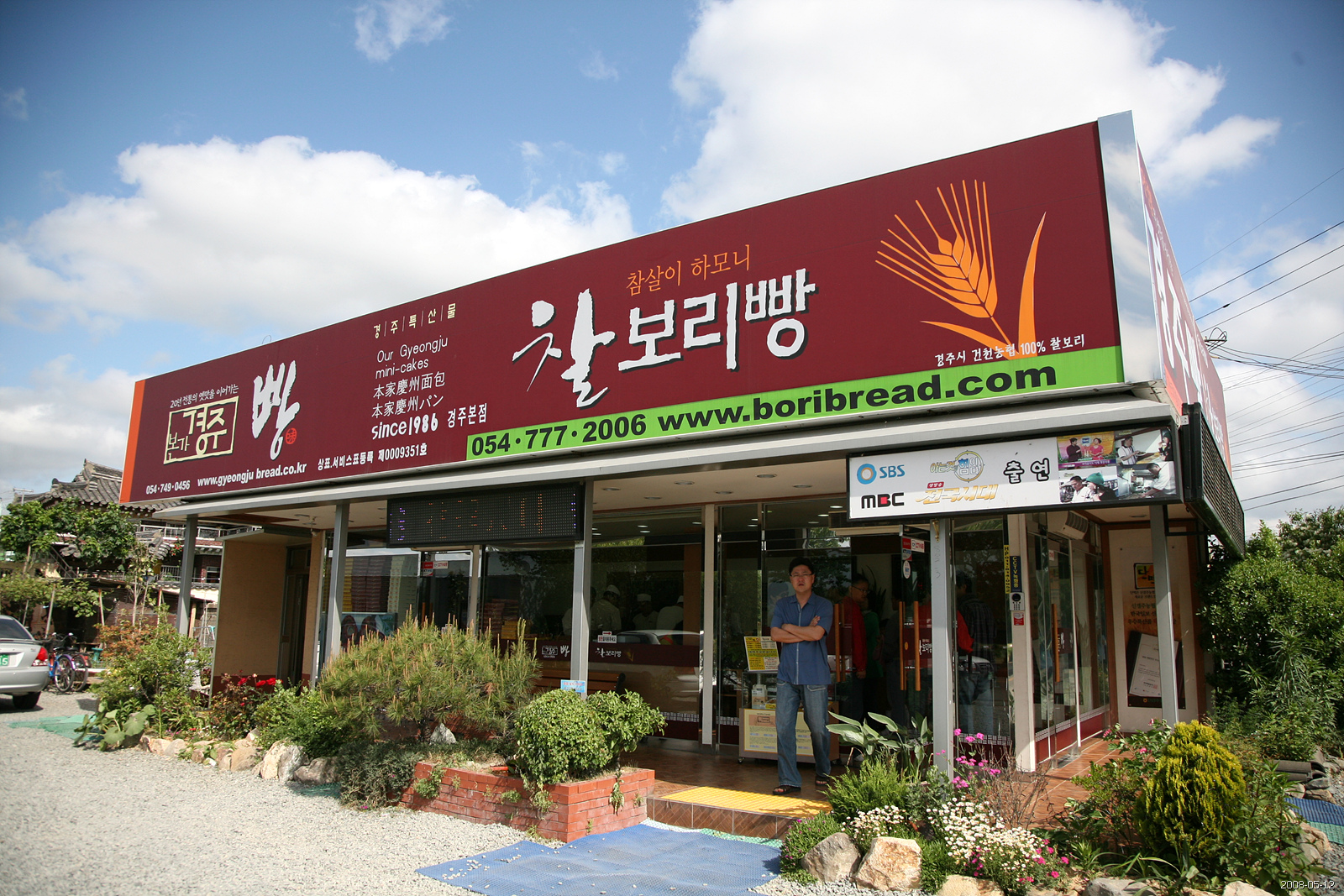
경주 찰보리빵집

찰보리빵은 찰보리가루로 만든 팬케이크이다. 두 개의 층으로 되어 있으며 팥 믹스를 섞어 만든다. 대한민국 남동쪽에 위치해 있으면서 한국 관광객에게 잘 알려진 도시인 경주시의 특산 식품이다. 경주 고속 터미널 입구 바로 옆의 빵집과 천마총 주차장에서 팔기 시작하였다. 보리가루는 경주 밭 등지에서 일구어낸 찰보리로 만든다. 모양은 둥글고 평평하며 질감은 차진 스펀지 케이크와 유사하다.

## 같이 보기
- 황남빵
- 붕어빵
- 크레프
- 블리니
- 찰보리
- 팬케이크